# Petra Brinkmann
Petra Brinkmann (* 2. August 1942 in Hamburg) ist eine deutsche Politikerin der SPD und ehemaliges Mitglied der Hamburgischen Bürgerschaft.

## Leben und Werk
Petra Brinkmann legte das Abitur in Hamburg ab. Im Anschluss begann sie eine Ausbildung zur medizinisch-technischen Assistentin (MTA). Im Jahr 1973 trat sie in die SPD ein. Innerhalb der Partei übernahm sie die Funktionen einer Distriktvorsitzenden, einer stellvertretenden Kreisvorsitzenden und stellvertretenden Landesvorsitzenden.
In den Jahren 1986 bis 2008 war Brinkmann Mitglied der Hamburgischen Bürgerschaft. Der Schwerpunkt ihrer politischen Arbeit war die Sozial-, Gesundheits- sowie Finanzpolitik. Sie war Vorsitzende im Sozialausschuss und vertrat die SPD als Mitglied im Gesundheitsausschuss. Sie war Fachsprecherin ihrer Fraktion für Senioren und Soziales. Zudem war sie zeitweise im Vorstand ihrer Fraktion.
Sie ist Mitglied in den Vorständen des „Hamburger Hospizes im Helenestift“ und dem „Verein gegen Aggressivität und Gewalt“.
Brinkmann ist verheiratet und hat zwei Kinder.